# Arthur Drews
Pour les articles homonymes, voir Drews.
Christian Heinrich Arthur Drews (prononcer [drefs]), né le 1er novembre 1865 à Uetersen (Holstein) et mort le 19 juillet 1935 à Illenau, près d'Achern, région de Bühl, (Bade-Wurtemberg), est un philosophe et écrivain allemand, représentant important de la pensée moniste idéaliste allemande, du mouvement de libre religion (de) et un défenseur de la non-existence historique de Jésus-Christ

## Biographie

### Formation
Arthur Drews fréquente le Christianeum d'Altona (Hamburg). Déçu par les études littéraires, renonçant à ses projets de poète, il se tourne vers la philosophie. Pendant son semestre à Berlin, il écoute, entre autres, l'historien et philosophe Wilhelm Dilthey, le sociologue et philosophe Georg Simmel, l'éducateur et philosophe Friedrich Paulsen (1886-1888). La philosophie de l'Université qui dominait cette année-là - philosophie des sciences néo-kantienne et positiviste - a pour effet, comme il le rapporte, de le déprimer. Il était "affamé" d'une vision du monde (Weltanschauung) et éprouve la sécheresse spirituelle du temps. Pour lui, le christianisme est une hypocrisie instituée. Dans cet état, il tombe, d'abord, sur Schopenhauer, qui le confirme dans son pessimisme, et ensuite sur Eduard von Hartmann. Ce dernier donne à sa vie un « tournant décisif ». De la philosophie de l'inconscient de Hartmann, il retire une Weltanschauung qui l'apaise. L'évolution de Drews correspond à un important processus de l'histoire intellectuelle, de la fin du XIXe siècle, en Allemagne, qui amène alors la jeunesse étudiante à franchir les bornes de la philosophie académique critique. Elle illustre, en même temps, l'aide que peut apporter la philosophie non-académique de cette époque - Schopenhauer, Nietzsche, Hartmann, aux intellectuels en manque de sens. Drews est, par la suite, un des premiers à faire secrètement de la nouvelle Weltanschauungphilosophie à l'Université. Malgré les difficultés, le marginal d'orientation hartmannienne parvient à obtenir son doctorat en 1889 à Halle (auprès de J. E. Erdmann), son habilitation à la Technische Hochschule (Institut de Technologie) de Carlsruhe en 1896.

### Le monisme concret

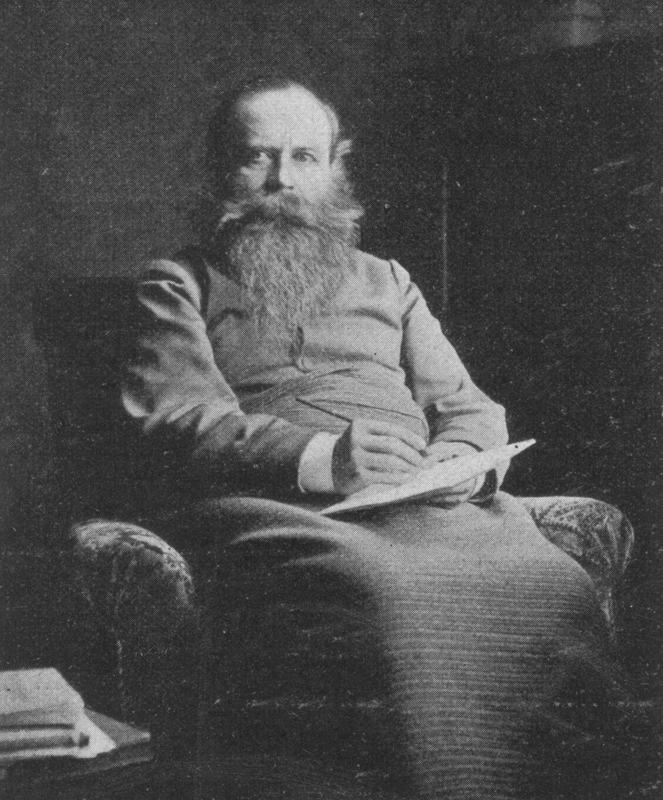
Eduard von Hartmann, philosophe allemand, vers 1902

Drews enseigne dans un premier temps à l'école supérieure de filles de Carlsruhe. En 1903, il est nommé professeur à l'Institut Technique voisin. En 1908, le célèbre éditeur allemand Eugen Diederichs (de) charge Drews de diriger la publication de la première présentation générale de la philosophie moniste : Der Monismus. Dargestellt in Beiträgen seiner Stellvertreter (« Le monisme. Présenté par les contributions de ses représentants »). Cet ouvrage symbolise déjà la future carrière professorale de l'élève d'Hartmann : Drews enseigne jusqu'à sa mort ce qu'il a appelé le « monisme concret ». Il s'agit d'un type de panthéisme, décrit comme un « monisme idéaliste » de l'Inconscient. Drews donne en premier lieu la définition du monisme : « la Weltanschauung qui ne reconnaît qu'un seul principe ou un seul fondement de la réalité. D'une part, cela signifie en termes métaphysiques : L'Être est l'auto-organisation dynamico-téléologique de l'Esprit absolu et inconscient. L'esprit humain n'est pas à opposer, de façon dualiste, à cette réalité inconsciente de l'Absolu, mais existe (et tout particulièrement dans le cas du philosophe) comme la conscience que l'Absolu a de lui-même. D'autre part, cela signifie en terme religieux : l'Être n'est pas créé par un Absolu transcendant - Dieu - mais il est lui-même l'Absolu, qui se reproduit lui-même éternellement. Les religions des peuples sont les formes dans lesquelles cet Absolu connaît sa propre réalité panthéistico-moniste. Ainsi, Drews comprend sous le mot Dieu, « un Inconditionné suprême », un « fondement de l'être intellectuel immanent à la fois impersonnel et suprapersonnel ». Il assimile la « raison du monde avec la divinité ». Avec fermeté, Drews récuse les représentations d'un Dieu personnel. Dieu n'est pas « un être extra-mondain, séparé et différent du monde ». Cette représentation d'un « créateur personnel du monde » cadre beaucoup mieux, selon lui, avec « la mentalité sémitique ». La philosophie et la religion, finalement, coïncident.
Le premier adversaire du monisme est le théisme dualiste qui renvoie à deux substances séparées : Dieu et le monde. Le Dieu personnel chrétien anéantit l'unité et la Gesetzlichkeit (« le principe de loi ») du monde. Le second adversaire du monisme est le dualisme de René Descartes qui distingue la res cogitans (la pensée) de la res extensa (l'étendue). Au sein de la galaxie moniste, Drews distingue deux catégories : le monisme ontologique, fondé sur l'unité du nombre, d'une seule substance et le monisme qualitatif, fondé sur un seul type de substances comme les atomes du matérialisme ou les monades (les Iche), dans la variante spiritualiste de Gottfried Wilhelm Leibniz et de George Berkeley. De là, Drews décline tous les types de monismes, et précise ceux qui sont en vogue à l'époque : le monisme hylozoïste ou du modèle cosmogonique de Ernst Haeckel, le monisme psychophysique de Gustav Fechner, le monisme ontologico-énergétique de Wilhelm Ostwald, le monisme ontologique, dans la variante panthéliste ou volontariste de Wilhelm Wundt et Friedrich Paulsen, le monisme idéaliste de la conscience des néo-kantiens (adversaires de Haeckel) Paul Natorp, Wilhelm Windelband et Heinrich Rickert.
La philosophie de Drews n'obtient pas, à l'Université, le succès dont il jouit en dehors du milieu académique. Comme la pensée du philosophe Rudolf Christoph Eucken, elle appartient à « ce grand courant religieux d'avant-guerre comprenant les cercles de la bourgeoisie qui venaient de quitter la religion confessionnelle ». Ces milieux à la recherche d'une Ersatzreligion, constituent des Kulturbünde, associations qui se dotent d'objectifs culturels à forte connotation religieuse,. Les écrits religioso-philosophiques de Drews sont les manifestes idéologiques du mouvement moniste de libre religion (en). Drews est marqué par le désir idéaliste d'une rénovation mystico-cultuelle. Son but premier est de proposer une Weltanschauung, une vision, un sens du monde. Il conçoit sa philosophie moniste comme une religion substitutive, ce qui explique son désir de voir surgir une « religion allemande », plus adaptée, selon lui, à l'esprit européen,. Pour Drews, le christianisme est l'expression « d'un temps englouti et de la façon de pensée d'une race qui est pour nous étrangère », désignant ainsi les peuples antiques. Il souligne que « le christianisme n'a absolument rien à faire avec la germanité ». Pour cela, également, « un christianisme allemand » représente un « contresens ».

### Le mythe du Christ

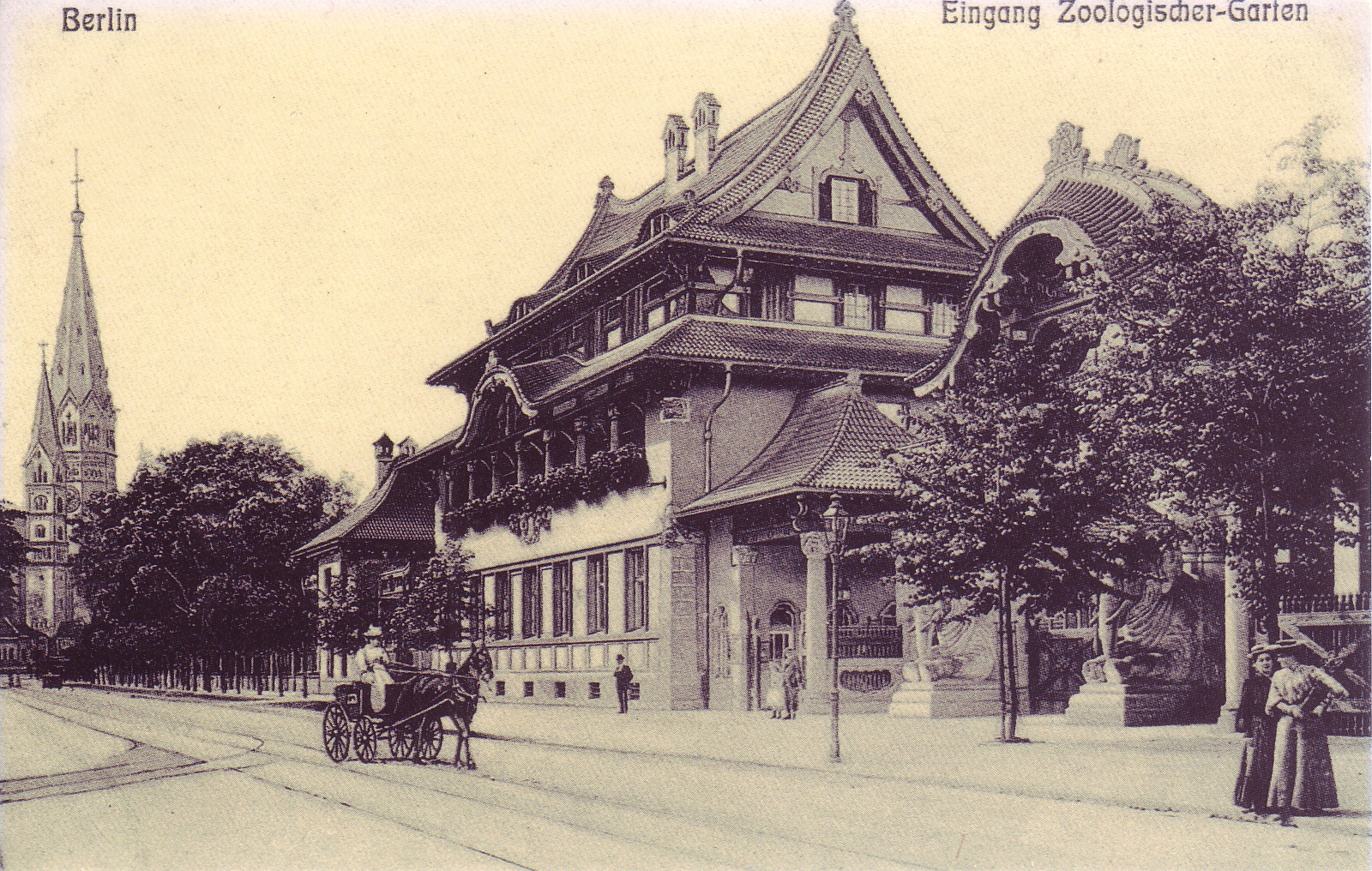
Entrée du Jardin zoologique de Berlin vers 1900.

Dans ce contexte intellectuel de remise en cause du christianisme, Arthur Drews est, avec Bruno Bauer, Albert Kalthoff, William Benjamin Smith (en) aux États-Unis, John M. Robertson en Angleterre, Paul-Louis Couchoud en France, et l'école de Critique radicale (en) aux Pays-Bas, un des plus célèbres représentants du courant de pensée qui voit en Jésus-Christ un mythe non-historique. En effet, Drews, avec ses ouvrages sur Le mythe du Christ à la Pâques 1909 et sur La légende de Pierre en 1910, entre sur le terrain du débat de Jésus dans l'enseignement chrétien et oblige la théologie officielle à prendre position, ce que fera, d'ailleurs, le spécialiste du Nouveau Testament luthérien Heinrich Weinel (de). Le climat allemand de l'époque est surchauffé par la bataille sur la séparation de l'Église et de l'État. Le mythe du Christ fait l'effet d'une véritable bombe dans le paysage religieux allemand, et par là-même, contribue à le réveiller. Un débat virulent s'engage entre Drews et les représentants de la théologie libérale allemande. Drews fait partie des savants du tournant du XXe siècle qui cherchent à mettre en œuvre leurs théories à la fois dans des programmes d'action politique et dans le mouvement social, et qui ne craignent donc pas d'exposer leurs thèses devant des gens simples et de leur tenir des discours universitaires. Il supportera cet objectif sa vie durant. Ainsi, avant et après la parution de ses deux ouvrages principaux concernant ce sujet, Drews déploie une campagne de professionnel pour se faire connaître, lui et son travail. Il se déplace à travers l'Allemagne comme conférencier, écrit dans les journaux, donne des interviews, organise des congrès. Il y réussit tant et si bien que la « Ligue allemande des monistes » (le Deutscher Monistenbund (de)), organisation de libre-pensée défendant une Weltanschauung moniste, organise à Berlin, le 31 janvier et le 1er février 1910, au Jardin zoologique un colloque religieux à propos du Mythe du Christ de Drews,. Cette dispute rassemble, outre Arthur Drews : du côté du philosophe moniste, le théologien et pasteur Friedrich Steudel (de), le professeur de philosophie Friedrich Lipsius (de), le professeur d'Université Theodor Kappstein, tous trois proches du monisme; d'autre part, le professeur de théologie à l'Université de Berlin, pasteur luthérien de l'Église berlinoise de Jérusalem et baron Hermann von Soden, le pasteur licencié en théologie Georg Hollmann, le pasteur Max Fischer, le pasteur H. Francke, et le pasteur, journaliste et homme politique Max Maurenbrecher (en) qui, lui, est clairement du côté des opposants,. Le New York Times du 6 février évoque « l'une des discussions théologiques les plus remarquables depuis Luther » et témoigne de la présence de plus de 2 000 personnes. Les journaux allemands publient des comptes-rendus complets de ces discussions qui suscitent des débats dans la ville entière de Berlin. Le 20 février suivant, une contre-manifestation a lieu, de plus de 7000 personnes, dans le Dôme et le Cirque Busch de Berlin. L'année suivante, a lieu un second colloque, le 12 mars 1911. Le Consistoire supérieur protestant interdit à tout membre du clergé d'y participer.
Quand Albert Kalthoff devait encore se hâter, de communauté en communauté et, quand la chaire le permettait, prêcher pour les fidèles, Drews déploie son militantisme avec l'aide de la « Ligue des communautés religieuses libres d'Allemagne » (la Bund Freireligiöser Gemeinden Deutschlands (de) ou BfGD), de la « Ligue allemande des monistes » (le Deutscher Monistenbund (de)), et du « Cartel de Weimar » (le Weimarer Kartell), toutes organisations de libre religion et/ou de libre-pensée.
Drews a donc provoqué la théologie de l'époque avec la thèse selon laquelle « un Jésus historique, comme le peignent les Évangiles et comme il vit aujourd'hui dans la pensée des théologiens libéraux n'a somme toute jamais existé », mais représente plutôt un « produit de l'esprit religieux des masses ». Finalement, on en vient à un débat de fond, dans lequel trois théologiens et/ou philosophes soutiennent expressément Drews et dont les thèses s'illustrent l'une l'autre sous des angles différents : le penseur néo-idéaliste, instituteur et futur professeur de philosophie et de pédagogie, Ernst Krieck; l'écrivain, historien de la littérature, critique et philosophe de la religion Samuel Lublinski (de); et le théologien Friedrich Steudel (de). Ce dernier essaie de servir de médiateur entre les religieux et les libres-penseurs. « Nous, qui ne croyons pas à un Jésus historique, disait-il, nous ne détruisons pas mais nous construisons plutôt ». Le théologien protestant, musicien, philosophe et médecin Albert Schweitzer consacre, un peu plus tard, le chapitre 22 de sa Geschichte der Leben-Jesu-Forschung (« Histoire de la recherche sur la vie de Jésus »), à « La nouvelle dispute autour de l'historicité de Jésus » .
La construction intellectuelle de Drews s'apparente à celle de Kalthoff. Il établit une distinction entre l'idéal social, le Royaume de Dieu considéré comme l'humanité rachetée, et l'idéal individuel, c'est-à-dire l'image très personnelle du Christ. Concernant une possible rédemption humaine, Drews rejette l'idée d'un « moyen terme » entre Dieu et le monde. À la place d'une médiation extérieure doit venir une « auto-rédemption » de l'humanité. Face à ceux qui croient en un « Jésus Arien », Arthur Drews affirme qu'il s'agit simplement de la « représentation d'un désir ». Il ne peut reconnaître aucun motif d'admettre « une origine nordique de Jésus ». La question de l'origine et de l'ascendance de Jésus est, pour Drews, d'une faible pertinence parce qu'il considère la personne de Jésus fondamentalement comme une forme mythique et non pas comme une personnalité historique.

### Le mouvementfreireligiös
À partir de 1844, en Allemagne, se fondèrent un certain nombre de communautés qui s'identifiaient toujours au christianisme mais souhaitaient dépasser les frontières des confessions chrétiennes en vue d'une réforme privilégiant la foi des origines. Les Églises établies les avaient exclues. En 1845, fut fondé, dans un premier temps, l' « Association des communautés catholiques-allemandes et religieuses libres de l'Allemagne du Sud » (Verband der deutschkatholischen und freireligiösen Gemeinden Süddeutschlands). D'autres communautés libres s'unirent en 1859, à Gotha, en une organisation, la « Ligue des communautés religieuses libres d'Allemagne » (Bund Freireligiöser Gemeinden Deutschlands (de)). D'autre part, en 1881, fut fondée à Francfort-sur-le-Main la « Ligue allemande des libres-penseurs » (Deutscher Freidenkerbund), d'inspiration libérale. Ernst Haeckel, zoologue, philosophe et libre-penseur suivit le 11 janvier 1906, en fondant, à Iéna, la « Ligue allemande des monistes » (Deutscher Monistenbund), déjà évoquée. Cette ligue se proposait de rassembler les divers groupes freireligiös et anticléricaux afin de combattre l'ultramontanisme catholique et le confessionnalisme religieux. Il s'agissait de réaliser la synthèse de l'évolutionnisme et d'une nouvelle religion plus moderne.
Arthur Drews est l'un des représentants de ce courant de libre religion (en allemand « die Freireligiöse Bewegung (de) »). À ce titre, il appartient au Bund Freireligiöser Gemeinden Deutschlands, ainsi qu'au Deutscher Monistenbund qui défend des positions proches de sa philosophie moniste. D'ailleurs, selon Drews, les croyants, sortants des Églises établies, doivent être intégrés « dans une organisation communautaire », dont l'unité serait « à trouver grâce à la volonté de fortes personnalités religieuses suscitant un progrès culturel ». Et parce que, dans la Ligue allemande des monistes, règne un esprit créatif, Arthur Drews espère, en 1908, qu'elle soit cette association d'avenir.
Arthur Drews est également associé au « Comité non-confessionnel » (Komitee Konfessionlos). Ce Comité, fondé à la suite du Weimarer Kartell (1909) est activé en 1909 à Berlin, puis, également, un an plus tard au même endroit. Sa réussite affaiblit considérablement les activités de la « Fédération des libres-penseurs allemands ». Ce Comité naît du vaste mouvement de désaffiliation des églises commencé dès 1905; il donne des conseils juridiques, mais a surtout une influence par sa propagande. C'est là que réussit la collaboration des libres-penseurs bourgeois et socialistes, avant tout, à travers la renommée du secrétaire général de l'organisation, l'historien de la culture, pacifiste et éditorialiste Otto Lehmann-Rußbüldt. Le Comité non-confessionnel associe à son militantisme des savants importants comme Ernst Haeckel, le chimiste germano-balte Wilhelm Ostwald, Arthur Drews, comme on l'a dit et le pédagogue réformiste Ludwig Gurlitt (de) (qui passa plus tard à l'arrière-plan). Il a, en outre, de l'influence sur des hommes politiques de gauche comme Adolf Hoffmann, Karl Liebknecht, Ewald Vogtherr (de) et Georg Zepler.

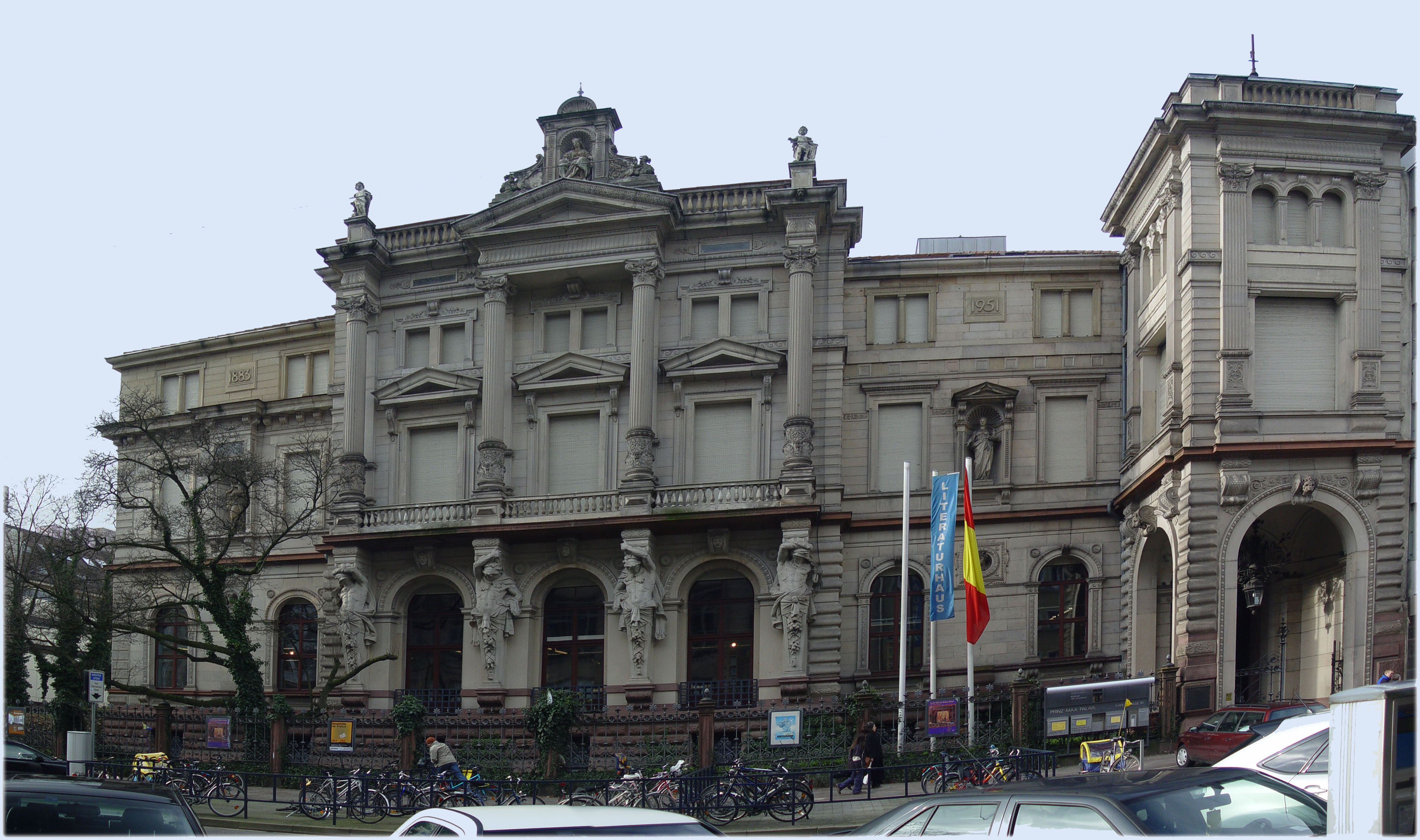
Carlsruhe, Palais du Prince Max, 2005

En 1921, des socialistes et démocrates, au sein du Mouvement allemand des libres-penseurs, sous l'influence de communistes, se regroupent avec la « Ligue des communautés religieuses libres d'Allemagne » (Bund Freireligiöser Gemeinden Deutschlands), pour former, dans un premier temps, à Berlin, la « Ligue nationale pour la liberté de conscience » (Volksbund für Geistesfreiheit ou VfG), puis en 1922, à Magdebourg, le « Groupe de travail du Reich des associations de libre conscience de la République allemande » (Reichsarbeitsgemeinschaft der freigeistigen Verbände der deutschen Republik ou Rag). Le chef de la communauté de Leipzig, Carl Peter, dirige alors les affaires. Arthur Drews est, à ce moment-là, le chef de la communauté religieuse libre de Carlsruhe. Le 18 octobre 1924, avec quelques autres communautés du Sud-Ouest de l'Allemagne, autour du prédicateur Georg Pick et Gustav Sprenger (les deux de Mayence), de Clemens Taesler (Francfort-sur-le-Main), la communauté de Drews se retire du Bund Freireligiöser Gemeinden Deutschlands, pour former l'« Association des communautés religieuses libres de l'Allemagne du Sud et de l'Ouest » (Verband Freireligiöser Gemeinden Süd- und Westdeutschlands) ayant un intérêt religieux plus marqué et moins politique que ses communautés sœurs. Quelques-uns d'entre eux s'ouvriraient plus tard aux idées du Mouvement völkisch allemand, mais ils restent dans l'immédiat au sein de leur communauté de libre religion.

### Un rapport avec le mouvementvölkisch?
À partir de 1933, se pose la question, au sein des communautés religieuses libres de se rapprocher, voire de fusionner, avec les groupes völkisch germaniques ou de religion nordique. C'est alors surtout la volonté de Jakob Wilhelm Hauer, indologue et spécialiste en science des religions. Sur son initiative, les 29 et 30 juillet 1933, a lieu à Eisenach une conférence d'associations et de personnes individuelles, qui sont intéressées par la fondation d'un « Mouvement de la foi allemande » (Deutsche Glaubensbewegung), commun à tous. Aux côtés des membres des différents groupes völkisch ou de « religion nordique », sont également présents, lors de cette conférence, des représentants de la libre religion. Ceux-ci sont issus des trois associations existantes. Du Bund Freireligiöser Gemeinden Deutschlands (ou BFGD, nouveau nom, depuis 1933, du Volksbund für Geistesfreiheit), prennent part à la conférence aux côtés du président Georg Kramer, de Breslau, et du directeur des affaires Carl Peter, de Leipzig, également les prédicateurs Ludwig Keibel, de Nuremberg, Erich Schramm, de Wiesbaden, et Eric Tschirn, de Stettin. Le pasteur Georg Pick, de Mayence et Clemens Taesler, de Francfort aussi bien que les chefs de communautés August Höhle, de Francfort et August Raab, d'Offenbach-sur-le-Main représentent l'« Association des communautés religieuses libres de l'Allemagne de l'Ouest et du Sud » (Verband Freireligiöser Gemeinden Süd- und Westdeutschlands). Pour les communautés de l'État fédéré de Bade, participent à la conférence le prédicateur de Pforzheimer, Georg Elling et le chef de communauté Rudolf Barber, de Heidelberg. Lors de la conférence à Eisenach, est, en premier lieu, constitué un « Groupe de travail du mouvement de la foi allemand » (Arbeitsgemeinschaft Deutsche Glaubensbewegung) et élu un conseil de direction. En tant que représentants de la libre religion au conseil de direction, sont alors désignés le pasteur Georg Elling, de Pforzheim et Arthur Drews, de Carlsruhe.
Mais les espoirs que nourrit Hauer de pouvoir réunir les associations de libre religion et les sociétés völkisch sont vite déçus. L'« Association des communautés religieuses libres de l'Allemagne de l'Ouest et du Sud », à laquelle appartient Arthur Drews, récuse son adhésion après un accord passager, comme le font également les communautés religieuses libres de l'État fédéré de Bade.
Certes, on l'a dit, Arthur Drews souhaite faciliter l'apparition d'une religion allemande, moniste et panthéiste de type idéaliste. Il s'inscrit ainsi, sans y participer directement (Drews meurt en 1935), dans le contexte de la montée du national-socialisme et des premières tentatives nazies de rassembler les différentes organisations non-chrétiennes allemandes dans un système unifié,. Pour Drews, contrairement aux « fidèles de la Bible pour lesquels la Palestine est « la Terre Sainte », pour ceux de la libre religion, « l'Allemagne est la Terre Sainte ». Drews affirme que le Germain est, « en tant qu'Arien, fondamentalement moniste, (panthéiste) », contrairement aux chrétiens dualistes. Ainsi Drews considère la religion libre comme « l'expression même de l'être de notre peuple allemand ».

Mais Arthur Drews n'a jamais été antisémite. Il critique la représentation raciste selon laquelle « un Juif ne peut pas être épris de liberté et de courage ». Pour réfuter ces préjugés, il rappelle les « combats pour la liberté des Maccabées, la défense mortelle de Jérusalem contre les Romains et le dernier combat désespéré des Juifs dans les guerres de Bar Kokhba ». De la même façon, il reconnaît le courage des « pauvres Juifs du Ghetto du Moyen Âge », qui voulurent souffrir mille morts plutôt que de renoncer à leur foi et montèrent, toujours assurés, sur les bûchers. Drews dépeint tout particulièrement les prophètes juifs comme « épris de liberté et de courage », eux qui « n'eurent pas peur du cachot, de l'exil ou de la mort ». Même le dieu Yahvé apparaît ici sous une lumière favorable. Drews souligne que, au cours du développement de la religion juive, le « dieu du désert Yahvé, celui de l'Ancien Testament, est devenu plus grand, plus favorable, plus humain, plus amical ». De cette façon, Yahvé, « d'un dieu coléreux et autoritaire, s'est transformé en un dieu miséricordieux, qui est toute bonté et tout amour, celui des Psaumes, des Proverbes et des Écrits de sagesse ». Contrairement à d'autres religieux libres qui reprennent les mots-clés de la propagande national-socialiste, Drews s'engage dans une franche polémique avec le monde intellectuel juif, et peut parvenir à un éloge de la foi juive, qui, d'une part, met au jour les différences par rapport aux opinions de la religion libre, mais manifeste cependant du respect par rapport aux personnes ayant d'autres façons de pensée. Quant au protestantisme, Arthur Drews pense que, « avec les coups actuels qu'il donne à l'Évangile tout entier, il se trouve sur le chemin direct de Rome ». 

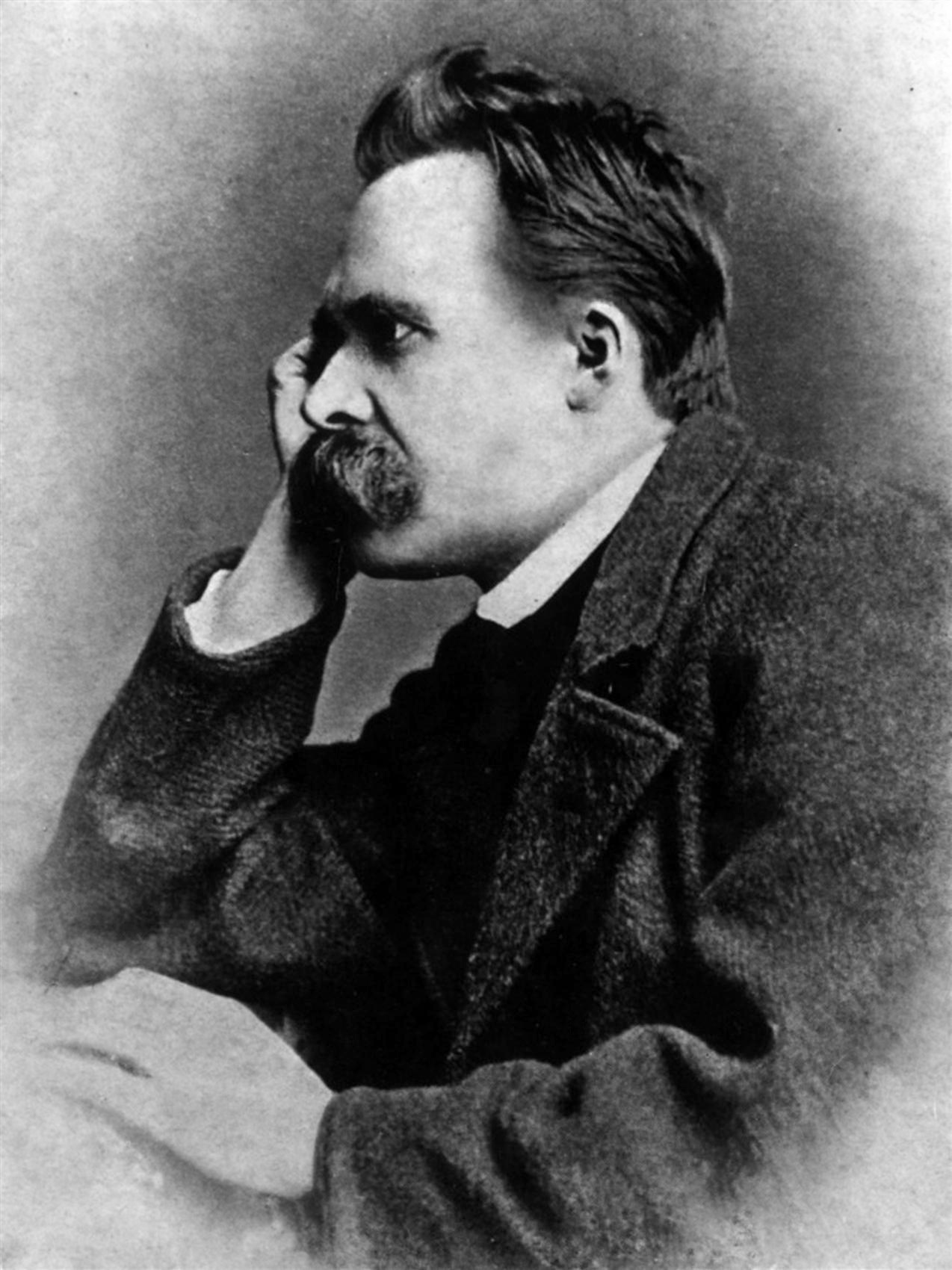
Friedrich Nietzsche, philosophe allemand, 1882

### Sur Nietzsche
On doit également à Drews une critique de la philosophie de Nietzsche dans son article Nietzsche als Philosoph des Nationalsozialismus ? (« Nietzsche était-il un philosophe du national-socialisme ? »). Ainsi, selon lui, « il est incroyable que l'on ait présenté Nietzsche comme le philosophe du national-socialisme ». Drews pense, au contraire que Nietzsche est « un ennemi de tout ce qui est allemand ». En effet, Nietzsche est le partisan de la création d'un « bon Européen » et va si loin qu'il accorde aux Juifs « un rôle moteur dans la dissolution des nations ». Nietzsche est un individualiste absolu dont la philosophie s'oppose complètement au « credo national-socialiste : l'intérêt collectif [prime] sur l'[intérêt] individuel ». Il « ne vise pas à un dépassement de la morale en tant que telle, mais seulement à un dépassement de la morale hétéronome qui impose, de l'extérieur, ses ordres à l'individu et a comme conséquence le dépérissement et la soumission du soi individuel. Il voudrait opposer à cette vieille morale contraire à l'individualité une nouvelle morale autonome qui jaillissent directement de la volonté de l’individu lui-même et s'accorde donc avec sa nature ». Drews déplore que « la plupart des gens qui aujourd'hui font des déclarations sur Nietzsche se contentent de piquer des grains de raisin sur le gâteau de sa philosophie et, du fait de sa manière d'écrire en aphorismes, n'ont aucune idée claire sur le contexte de ses pensées ». Walter Kaufman, spécialiste de Nietzsche au XXe siècle, présente les choses de façon très semblable (quoique, dans un certain sens, beaucoup plus favorable à Nietzsche) en voyant une incompatibilité entre le national-socialisme et la pensée de Nietzsche .
Il est enterré au cimetière principal de Karlsruhe.

### Œuvres personnelles
- (de) Irold: eine Rhapsodie in sechs Gesängen [« Irold: une rhapsodie en six chants »], Groteschen Verlagsbuchhandlung, 1887, 159 p.
- (de) Die Lehre von Raum und Zeit in der nachkantischen Philosophie. Ein Beitrag zur Geschichte der Bekenntnistheorie und Apologetik der Metaphysik [« L'enseignement de l'espace et du temps dans la philosophie post-kantienne. Contribution à l'histoire des théories confessionnelles et de l'apologétique de la métaphysique »]. Dissertation inaugurale pour l'obtention du doctorat de philosophie, avec l'agrément de la haute faculté de philosophie des « Vereinigten Friedrichs-Universität », Halle-Wittemberg, le vendredi 13 décembre 1889, midi, C. A. Kaemmerer, Halle sur la Saale, 1889, 73 p., [ouvrage en vente (page consultée le 31 août 2010)]
- (de) Die deutsche Spekulation seit Kant mit besonderer Rücksicht auf das Wesen des Absoluten und die Persönlichkeit Gottes [« La spéculation allemande depuis Kant avec une considération particulière de la nature de l'Absolu et du caractère personnel de Dieu »], 2 vol. (Vol. II : Der speculative Theismus (Fortsetzung). Der Atheismus. Der antitheistische Pantheismus [« Le théisme spéculatif (suite). L'athéisme. Le panthéisme antithéiste »]), G. Fock, 1895; 3e édition, Felix Meiner, Leipzig 1925, 531 et 632 p.
- (de) Über das Verhältnis der Naturwissenschaft zur naturphilosophie. Eine akademische Antrittsrede [« Sur le rapport des sciences naturelles à la philosophie de la nature »], Mitscher & Röstell, Berlin, 1896, 20 p.
- (de) Das Ich als Grundproblem der Metaphysik: Eine Einführung in die Spekulative Philosophie [« Le moi en tant que problème fondamental de la métaphysique: introduction à la philosophie spéculative »], J.C.B. Mohr (Paul Siebeck), 1897, 338 p.
- (de) Der Ideengehalt von Richard Wagners "Ring des Nibelungen": in seiner Beziehungen zur modernen Philosophie [« Le contenu conceptuel de « l'anneau des Nibelungen » de Richard Wagner: ses relations avec la philosophie moderne »], Hermann Haacke, Leipzig, 1898, 115 p.
- (de) Eduard von Hartmanns philosophisches System im Grundriss [« Le système philosophique d'Eduard von Hartmann dans son organisation »], C. Winter, 1902; 1906, 851 p.
- (de) Nietzsches philosophie [« La philosophie de Nietzsche »], C. Winter, 1904, 561 p.
- (de) Hegels Religionsphilosophie. In gekürzter Form [« La philosophie de la religion de Hegel, dans sa forme abrégée »], avec introduction, remarques et commentaires d'Arthur Drews, Eugen Diederichs, Iéna et Leipzig, 1905, LXXXVIII-474 p.
- (de) Die Religion als Selbstbewußtsein Gottes. Eine philosophische Untersuchung über das Wesen der Religion [« La religion, conscience que Dieu a de lui-même. Une analyse philosophique de la nature de la religion »], E. Diederichs, Iéna, 1906, XIV/517 p.
- (de) Plotin und der Untergang der antiken Weltanschauung [« Plotin et la disparition de la Weltanschauung antique »], Iéna, 1907; Scientia-Verlag, Aalen, 1964
- (de) Das Lebenswerk von Eduard von Hartmann. Den deutschen Studenten der Philosophie gewidmet [« L'œuvre d'Eduard von Hartmann. [Un homme] dévoué aux étudiants en philosophie »], Theodor Thomas, Leipzig, 1907, 67 p.
- (de) Der Monismus dargestellt in Beiträgen seiner Stellvertreter [« Le monisme présenté par les contributions de ses représentants »°, Volume 1 : Systematisches [« Point de vue systématique »]; volume II: Historisches [« Point de vue historique », E. Diederichs, 1908, 330 p.
- (de) Die Christusmythe [« Le mythe du Christ »], Volume 1, Eugen Diederichs, Iéna, 1909; édition améliorée et augmentée, 1910, 268 p.
- (de) Die Petruslegende. Ein Beitrag zur Mythologie des Christentums [« La légende de Pierre. Contribution à la mythologie du christianisme »], Neuer Frankfurter Verlag, Francfort-sur-le-Main, 1910; 3e édition complètement remaniée, 1924
- (de) Hat Jesus gelebt ? : Reden gehalten auf dem Berliner Religionsgespräch des Deutschen Monistenbundes am 31. Januar und l. Februar 1910 im Zoologischen Garten über "Die Christusmythe" von Arthur Drews, Hermann von Soden, Friedrich Steudel, Georg Hollmann, Max Fischer, Friedrich Lipsius, Hans Francke, Theodor Kappstein und Max Maurenbrecher [« Jésus a-t-il vécu ? Discours prononcés lors du colloque de Berlin [organisé par] la Ligue allemande des monistes le 31 janvier et le 1er février 1910 au Jardin zoologique à propos du Mythe du Christ par Arthur Drews, Hermann von Soden, Friedrich Steudel, Georg Hollmann, Max Fischer, Friedrich Lipsius, Hans Francke, Theodor Kappstein et Max Maurenbrecher »], Verlag des Deutschen Monistenbundes, Berlin und Leipzig, 1910, 95 p.; Verlag freie Religion, Mayence, 1928; Lenz, Neustadt, 1994,  (ISBN 3-9802799-6-0); traduction française : Jésus a-t-il vécu? Controverse religieuse sur «Le mythe du Christ» ayant lieu à Berlin, au Jardin zoologique, les 31 janvier et 1er février 1910, par les soins de l’Union moniste allemande, Paris, Albert Messein, 1912.
- (de) Kernprobleme der Gegenwart. « Berliner Religionsgespräch ». Lebt Jesus ? Reden über den « historischen Jesus und die Religion », gehalten am 12.III.1911 in der Singakademie von Arthur Drews, Ferdinand Jakob Schmidt, Christian Schremp, Reinhard Strecker, Theodor Kappstein und Max Maurenbrecher [« Problème fondamental de notre temps. « Colloque de Berlin ». Jésus vit-il ? Discours sur le « Jésus historique et la religion », tenus le 12 mars 1911 à la Singakademie par Arthur Drews, Ferdinand Jakob Schmidt, Christian Schremp, Reinhard Strecker, Theodor Kappstein et Max Maurenbrecher »], dirigé par Alfred Dieterich, Kulturpolitischer Verlag, 1911, 84 p.
- (de) Die Christusmythe. Zweiter Teil. Die Zeugnisse für die Geschichtlichkeit Jesu. Eine Antwort an die Schriftgelehrten mit besonderer Berücksichtigung der theologischen Methode [« Le mythe du Christ. Deuxième partie. Les témoins de l'historicité de Jésus. Réponse aux érudits avec une réflexion particulière sur la méthode théologique »], Eugen Diederichs, Iéna, 1911, 452 p.
- (de) Geschichte der Philosophie VI. Die Philosophie im ersten Drittel des neunzehnten Jahrhunderts [« Histoire de la philosophie VI. La philosophie dans le premier tiers du dix-neuvième siècle »], G.J. Göschen, 1912, 120 p.; Sammlung Göschen, Gruyter, Berlin/Leipzig, 1920, 119 p.
- (de) Geschichte der Philosophie VII. Die Philosophie im zweiten Drittel des neunzehnten Jahrhunderts [« Histoire de la philosophie VII. La philosophie dans le deuxième tiers du dix-neuvième siècle »], G.J. Göschen'sche Verlagshandlung G.m.b.H, 1913, 163 p.; Berlin, Leipzig : Vereinigung Wissenschaftl. Verl., 1922. 163 p.
- (de) Begünstigung und Hehlerei durch Vortäter und Vortatteilnehmer [« Complicité et recel parmi les personnes commettant ou participant à des infractions initiales »], E. Schulz, 1914, 50 p.
- (de) Freie Religion. Vorschläge zur Weiterführung des Reformationsgedankens [« Religion libre. Propositions afin de poursuivre les idées de réforme »], E. Diederichs, Iéna, 1917; 3e édition, sous le titre Freie Religion. Gedänken zur Weiterbildung und Vertifung der Religion für die Gottsucher unserer Tage [« Religion libre. Idées pour poursuivre l'apprentissage et l'approfondissement de la religion destinés aux chercheurs de Dieu de notre temps »], Eugen Diederichs, Iéna, 1921, 17 p.
- (de) Geschichte der Philosophie VIII. Die Philosophie im letzten Drittel des neunzehnten Jahrhunderts [« Histoire de la philosophie VIII. La philosophie dans le dernier tiers du dix-neuvième siècle »], Sammlung Göschen, Gruyter, Berlin/Leipzig, 1921, 155 p.
- (de) Das Markusevangelium als Zeugnis gegen die Geschichtlichkeit Jesu [« L'évangile de Marc, un témoignage contre l'historicité de Jésus »], E. Diederichs, Iéna, 1921, 326 p.
- (de) Die deutsche Philosophie der Gegenwart und die Philosophie des Auslandes [« La philosophie allemande du temps présent et la philosophie étrangère »], Vereinigung wissenschaftlicher Verleger W. deGruyter, Berlin, 1922, 148 p.
- (de) Die Entstehung des Christentums aus dem Gnostizismus [La naissance du christianisme à partir du gnosticisme »], E. Diederichs, Iéna, 1924, 387 p.
- (de) Die Christusmythe [« Le mythe du Christ »], E. Diederichs, édition complètement remaniée, Iéna, 1924, 239 p; traduction française et introduction par Robert Stahl : Le mythe de Jésus, Payot, Coll. Bibliothèque historique, Paris, 1926, 254 p.
- (de) Psychologie des Unbewussten [« Psychologie de l'inconscient »], Georg Stilke, Berlin, 1924, XVI/664 p.
- (de) Die Leugnung der Geschichlichkeit Jesus in Vergangenhait und Gegenwart [« La négation de l'historicité de Jésus dans la passé et dans le temps présent »], G. Braun, Karlsruhe, 1926, (de) [texte complet en ligne (page consultée le 16 septembre 2010)]
- (de) Die Marienmythe [« Le mythe de Marie »], E. Diederichs, Iéna, 1928, 190 p.
- (de) Lehrbuch der Logik. Mit Namensverzeichnis [« Manuel de logique. Avec un index des noms »], Georg Stilke, Berlin, 1928, XI-544 p.
- (de) Das “Wort Gottes”. Zur religiösen Lage der Gegenwart [« Le « mot Dieu ». De la situation religieuse du temps présent »], Mayence, 1933
- (de) Deutsche Religion: Grundzüge eines Gottesglaubens im Geiste des deutschen Idealismus [« Religion allemande. Les traits fondamentaux d'une croyance en Dieu dans l'esprit de l'idéalisme allemand »], Édition de l' Ärztlicher Rundschau, Département Édition Heger, 1935, 227 p.
- (de) Philosophischer Briefwechsel mit Eduard von Hartmann (1888-1906) [« Correspondance philosophique avec Eduard von Hartmann (1888-1906) »], édité par Rudi Mutter et Eckhart Pilick, avec une introduction de Eckhart Pilick, de exilio Verlag Peter Guhl, Rohrbach/Ppfalz, 1995,  (ISBN 3-930760-10-X)
- (de) Die Ethik Jesu [« L'éthique de Jésus »], avec une introduction d'Eckhart Pilick. de exilio Verlag Peter Guhl, Rohrbach/Ppfalz, 2008,  (ISBN 3-930760-78-9)

### Travaux sur Arthur Drews
- (de) Albert Schweitzer, Geschichte der Leben-Jesu-Forschung. Tubingue, 1913; Mohr, Tubingue, Mohr 1984,  (ISBN 3-16-144626-7)
- (en) Frederick Cornwallis Conybeare, The Historical Christ, or an Investigation of the Views of M.. J. M. Robertson, Dr A. Drews, and Prof. W. B. Smith, Chicago, 1914, [ouvrage complet (page consultée le 7 septembre 2010)]
- (de) Josef Hersam, Die Voraussetzungen von Arthur Drews in seinen Angriffen auf die Geschichtlichkeit Jesu, (Diss. Würzburg), 1916
- (de) Karl Eger, Drews' theologische Arbeit, in: Theologische Studien und Kritiken, no 90, 1917, p. 1 et sv.
- (de) « Artuhr Drews and Jesus », in: Der Geisteskampf der Gegenwart. Monatschrifte für christliche Bildung und Weltanschauung, no 54, 1918, 294
- (de) Karl Staab, Der Kampf von Arthur Drews gegen die Geschichtlichkeit Jesu. Eine kritische Betrachtung der neuesten Phase in der Leben-Jesu-Forschung, (Diss. Würzburg), 1922
- (de) Kurt Thude, Artur Drews in seinen Beziehungen zu Eduard von Hartmann mit besonderer Berücksichtigung der Religionphilosophie (Diss. Königsberg), 1923
- (de) Conrad Gröbner, Christus lebte. Eine Kritik der "Christusmythe" Arthur Drews. Oberbadische VA, Constance, 1923
- (de) Johannes Leipoldt, Sterbende und auferstehende Götter. Ein Beitrag zum Streit um Arthur Drews' Christusmythe. Deichert, Leipzig, 1923
- (de) R. Schmidt (dir. et intr.), Die Philosophie der Gegenwart in Selbstdarstellungen Bd 5. Leipzig, 1924, (Autobiographie :67-128)
- (de) Emil Lucka, « Artur Drews, der Religionphilosopher », in: Ernst Heilborn (dir.), Die Literatur. Monatsschrift für Literaturfreunde, no 27, Stuttgart und Berlin, DVA 1924/25, 519
- (de) Oskar Graber, Im Kampf um Christus. Eine Überprüfung der Angriffe Artur Drews' gegen die geschichtliche Existenz Jesu, Graz 1927
- (de) Dr Sturm, « Zum Gedächtnis von Arthur Drews », in: Natur und Geist. Monatshefte für Wissenschaft, Weltanschauung und Lebensgestaltung, no 3, Dresde, 1935, p. 289 et sv.
- (de) E. Ungerer, « Arthur Drews », in: Die badische Schule, no 2, 1935, p. 294 et sv.
- (de) H. Groos, « Arthur Drews », in: Zeitschrift für altonaische Geschichte, no 4, 1937, p. 136 et sv.
- (de) Eckhart Pilick, Lexikon freireligiöser Personen, Rohrbach/Pfalz, Guhl, 1997 (ISBN 978-3-930760-11-4), « Arthur Drews », p. 41-44